# Lista odcinków serialu Gracze
Poniżej znajduje się lista odcinków serialu telewizyjnego  Gracze – emitowanego przez amerykańską stację kablową HBO od 21 czerwca 2015 roku do 13 października 2019 roku. Powstało 5 serii, które łącznie składają się z 47 odcinków. W Polsce serial był emitowany od 22 czerwca 2015 roku do 14 października 2019 roku przez HBO Polska.
| Sezon | Sezon | Odcinki | Oryginalna emisja | Oryginalna emisja    | Oryginalna emisja | Oryginalna emisja    | Oryginalna emisja |
| Sezon | Sezon | Odcinki | Premiera sezonu   | Finał sezonu         | Premiera sezonu   | Finał sezonu         |                   |
| ----- | ----- | ------- | ----------------- | -------------------- | ----------------- | -------------------- | ----------------- |
|       | 1     | 10      | 21 czerwca 2015   | 23 sierpnia 2015     | 21 czerwca 2015   | 23 sierpnia 2015     |                   |
|       | 2     | 10      | 17 lipca 2016     | 25 września 2016     | 18 lipca 2016     | 26 września 2016     |                   |
|       | 3     | 10      | 23 lipca 2017     | 24 września 2017     | 24 lipca 2017.    | 25 września 2017     |                   |
|       | 4     | 9       | 12 sierpnia 2018  | 7 października 2018  | 13 sierpnia 2018  | 8 października 2018  |                   |
|       | 5     | 8       | 25 sierpnia 2019  | 13 października 2019 | 26 sierpnia 2019  | 14 października 2019 |                   |

## Sezon 1 (2015)
| Nr | #  | Tytuł                    | Reżyseria          | Scenariusz                    | Premiera HBO     | Premiera HBO Polska |
| -- | -- | ------------------------ | ------------------ | ----------------------------- | ---------------- | ------------------- |
| 1  | 1  | Pilot                    | Peter Berg         | Steve Levinson                | 21 czerwca 2015  | 21 czerwca 2015     |
| 2  | 2  | Raise Up                 | Julian Farino      | Evan Reilly                   | 28 czerwca 2015  | 28 czerwca 2015     |
| 3  | 3  | Move the Chains          | Julian Farino      | Evan Reilly                   | 5 lipca 2015     | 5 lipca 2015        |
| 4  | 4  | Heads Will Roll          | Julian Farino      | Rob Weiss                     | 12 lipca 2015    | 12 lipca 2015       |
| 5  | 5  | Machete Charge           | Seith Mann         | Steve Sharlet                 | 19 lipca 2015    | 19 lipca 2015       |
| 6  | 6  | Everything Is Everything | John Fortenberry   | Evan Reilly                   | 26 lipca 2015    | 26 lipca 2015       |
| 7  | 7  | Ends                     | Simon Cellan Jones | Rob Weiss                     | 2 sierpnia 2015  | 2 sierpnia 2015     |
| 8  | 8  | Gaslighting              | Simon Cellan Jones | Evan Reilly                   | 9 sierpnia 2015  | 9 sierpnia 2015     |
| 9  | 9  | Head On                  | Simon Cellan Jones | Evan Reilly                   | 16 sierpnia 2015 | 16 sierpnia 2015    |
| 10 | 10 | Flamingos                | Julian Farino      | Stephen Levinson, Evan Reilly | 23 sierpnia 2015 | 23 sierpnia 2015    |

## Sezon 2 (2016)
| Nr | #  | Tytuł                  | Reżyseria          | Scenariusz                       | Premiera HBO     | Premiera HBO Polska |
| -- | -- | ---------------------- | ------------------ | -------------------------------- | ---------------- | ------------------- |
| 11 | 1  | Face of the Franchise  | Julian Farino      | Evan Reilly                      | 17 lipca 2016    | 18 lipca 2016       |
| 12 | 2  | Enter the Temple       | Julian Farino      | Evan Reilly                      | 24 lipca 2016    | 25 lipca 2016       |
| 13 | 3  | Elidee                 | Julian Farino      | Steve Sharlet                    | 31 lipca 2016    | 1 sierpnia 2016     |
| 14 | 4  | World of Hurt          | Julian Farino      | Rob Weiss                        | 7 sierpnia 2016  | 8 sierpnia 2016     |
| 15 | 5  | Most Guys              | Simon Cellan Jones | Neena Beber, Evan Reilly         | 14 sierpnia 2016 | 15 sierpnia 2016    |
| 16 | 6  | Saturdaze              | Simon Cellan Jones | Rob Weiss                        | 21 sierpnia 2016 | 22 sierpnia 2016    |
| 17 | 7  | Everybody Knows        | Simon Cellan Jones | Rashard Mendenhall, Zach Robbins | 28 sierpnia 2016 | 29 sierpnia 2016    |
| 18 | 8  | Laying in the Weeds    | Simon Cellan Jones | Steve Sharlet                    | 11 września 2016 | 12 września 2016    |
| 19 | 9  | Million Bucks in a Bag | Julian Farino      | Evan Reilly, Steve Sharlet       | 18 września 2016 | 19 września 2016    |
| 20 | 10 | Game Day               | Julian Farino      | Evan Reilly, Steve Sharlet       | 25 września 2016 | 26 września 2016    |

## Sezon 3 (2017)
| Nr | #  | Tytuł              | Reżyseria         | Scenariusz                  | Premiera HBO     | Premiera HBO Polska |
| -- | -- | ------------------ | ----------------- | --------------------------- | ---------------- | ------------------- |
| 21 | 1  | Seeds of Expansion | Julian Farino     | Rob Weiss                   | 23 lipca 2017    | 24 lipca 2017       |
| 22 | 2  | Bull Rush          | David Katzenberg  | Evan Reilly                 | 30 lipca 2017    | 31 lipca 2017       |
| 23 | 3  | In the Teeth       | David Katzenberg  | Carter Harris               | 6 sierpnia 2017  | 7 sierpnia 2017     |
| 24 | 4  | Ride and Die       | David Katzenberg  | Rob Weiss                   | 13 sierpnia 2017 | 14 sierpnia 2017    |
| 25 | 5  | Make Believe       | Chloe Domont      | Evan Reilly                 | 20 sierpnia 2017 | 21 sierpnia 2017    |
| 26 | 6  | I Hate New York    | Millicent Shelton | Steve Sharlet               | 27 sierpnia 2017 | 28 sierpnia 2017    |
| 27 | 7  | Ricky-Leaks        | Rob Weiss         | Rob Weiss                   | 3 września 2017  | 4 września 2017     |
| 28 | 8  | Alley-Oops         | David Katzenberg  | Rashard Mendenhall          | 10 września 2017 | 11 września 2017    |
| 29 | 9  | Crackback          | Julian Farino     | Evan Reilly & Steve Sharlet | 17 września 2017 | 18 września 2017    |
| 30 | 10 | Yay Area           | Julian Farino     | Evan Reilly                 | 24 września 2017 | 25 września 2017    |

## Sezon 4 (2018)
| Nr | # | Tytuł                            | Reżyseria          | Scenariusz                  | Premiera HBO        | Premiera HBO Polska |
| -- | - | -------------------------------- | ------------------ | --------------------------- | ------------------- | ------------------- |
| 31 | 1 | Rough Ride                       | Julian Farino      | Stephen Levinson, Rob Weiss | 12 sierpnia 2018    | 13 sierpnia 2018    |
| 32 | 2 | Don't You Wanna Be Obama?        | Julian Farino      | Stephen Levinson, Rob Weiss | 19 sierpnia 2018    | 20 sierpnia 2018    |
| 33 | 3 | This Is Not Our World            | Julian Farino      | Stephen Levinson, Rob Weiss | 26 sierpnia 2018    | 27 sierpnia 2018    |
| 34 | 4 | Forgiving Is Living              | Rob Weiss          | Rob Weiss, Stephen Levinson | 2 września 2018     | 3 września 2018     |
| 35 | 5 | Doink                            | Rob Weiss          | Chloe Domont, Zach Robbins  | 9 września 2018     | 10 września 2018    |
| 36 | 6 | No Small Talk                    | Simon Cellan Jones | Rashard Mendenhall          | 16 września 2018    | 17 września 2018    |
| 37 | 7 | The Kids Are Aight               | Chloe Domont       | Jason Lew                   | 23 września 2018    | 24 września 2018    |
| 38 | 8 | The Devil You Know               | Chloe Domont       | Jason Lew                   | 30 września 2018    | 1 października 2018 |
| 39 | 9 | There's No Place Like Home, Baby | Simon Cellan Jones | Stephen Levinson, Rob Weiss | 7 października 2018 | 8 października 2018 |

## Sezon 5 (2019)
| Nr | # | Tytuł                  | Reżyseria          | Scenariusz                  | Premiera HBO         | Premiera HBO Polska  |
| -- | - | ---------------------- | ------------------ | --------------------------- | -------------------- | -------------------- |
| 40 | 1 | Protocol Is for Losers | Chloe Domont       | Stephen Levinson, Rob Weiss | 25 sierpnia 2019     | 26 sierpnia 2019     |
| 41 | 2 | Must Be the Shoes      | Chloe Domont       | Rob Weiss, Stephen Levinson | 1 września 2019      | 2 września 2019      |
| 42 | 3 | Copernicursed          | Chloe Domont       | Stephen Levinson, Rob Weiss | 8 września 2019      | 9 września 2019      |
| 43 | 4 | Municipal              | Rob Weiss          | Rob Weiss, Stephen Levinson | 15 września 2019     | 16 września 2019     |
| 44 | 5 | Crumbs                 | Rob Weiss          | Stephen Levinson, Rob Weiss | 22 września 2019     | 23 września 2019     |
| 45 | 6 | Edutainment            | Simon Cellan Jones | Jason Lew                   | 29 września 2019     | 30 września 2019     |
| 46 | 7 | Who Wants a Lollipop   | Simon Cellan Jones | Rob Weiss, Stephen Levinson | 6 października 2019  | 7 października 2019  |
| 47 | 8 | Players Only           | Chloe Domont       | Stephen Levinson, Rob Weiss | 13 października 2019 | 14 października 2019 |